# 体感!グレートネイチャー
『体感!グレートネイチャー』（たいかんグレートネイチャー）は、NHKのBSチャンネルで放送中の紀行番組、教養番組である。世界各地の大自然を、迫力の大スケール映像で紹介し、それを生み出す地球のダイナミズムにも触れていく。
90分枠での放送を、初期（2011年4月～9月、2012年4月～6月）は週1回レギュラー放送、2012年7月からはおよそ月1回のペースで2024年現在まで継続している。（メインチャンネルは2011年 - 2023年 NHK BSプレミアム、2023年 - NHK BSプレミアム4K）
この90分版を編集して、30分版の『驚き!地球!グレートネイチャー』、10分版の『グレートネイチャー 10min.』、5分版の『グレートネイチャー 5min.』が放送されている。（過去には、2分版の『グレートネイチャー 2min.』も作られた。）

## 放送リスト
| 放送日  | タイトル                                                       | 備考                           |
| ------- | -------------------------------------------------------------- | ------------------------------ |
| 3月29日 | 新ＢＳ 仲間由紀恵さんのお薦め番組 「体感！グレートネイチャー」 | 予告番組。                     |
| 4月3日  | 潜航！ 深海のオアシス                                          | 60分。                         |
| 4月9日  | オーロラ爆発を追え ～カナダ極北 神秘の光～                     |                                |
| 4月16日 | エチオピア大横断 ～地球３０００万年の鼓動に迫る～              | 制作：アズマックス             |
| 4月23日 | 雨が創った奇跡の景観 ～ハワイ・カウアイ島～                    | 制作：日本電波ニュース社       |
| 5月7日  | “奇跡の海”謎に迫る ～インドネシア ラジャ・アンパット～         | 制作：ドキュメンタリージャパン |
| 5月14日 | 神秘の火山密集地帯 ～ニュージーランド北島～                    |                                |
| 6月4日  | 大接近！ 灼熱のマグマ ～バヌアツ、ハワイ～                     |                                |
| 6月11日 | “黒い嵐”を追跡せよ ～モンゴル・ゴビ砂漠～                      |                                |
| 6月25日 | 突入！ 世界最大の洞窟 ～ベトナム・ソンドン洞窟～               |                                |
| 7月9日  | 大峡谷、時の芸術 ～アメリカ コロラド高原～                     | 制作：アズマックス             |
| 7月23日 | 世界一の巨樹の森 ～アメリカ カリフォルニア～                   | 制作：日本電波ニュース社       |
| 7月30日 | プレートが生まれる島 ～アイスランド～                          |                                |
| 8月20日 | ＳＰ 夏スペシャル 地球 驚きの大自然                            |                                |
| 9月10日 | 大接近！地球最大の溶岩湖 ～アフリカ大陸～                      |                                |
| 9月24日 | 雨の匂いのする砂漠 ～アメリカ・メキシコ ソノーラ砂漠～         |                                |
| 10月1日 | 知られざる神秘の水中洞窟へ ～バハマ・ブルーホール～            | 制作：ローリング               |

| 放送日   | タイトル                                                     | 備考                           |
| -------- | ------------------------------------------------------------ | ------------------------------ |
| 4月7日   | 奇跡の絶景“石の海”“石の森” 中国奇岩地帯を飛ぶ                | 制作：テレコムスタッフ         |
| 4月14日  | ヒマラヤ大空撮 ～接近！ ネパール８０００ｍ峰～               | 制作：グループアンダリン       |
| 4月21日  | 氷は生きている ～グリーンランド 謎の氷床洞窟～               | 制作：ソリッドジャム           |
| 5月5日   | 世界！ 旅する！ グレートネイチャー 究極の絶景スペシャル      |                                |
| 6月2日   | 探検！ 密林に潜む巨大穴 ～パプアニューギニア～               | 制作：日本電波ニュース社       |
| 6月9日   | 追跡！ 謎のサンドリバー ～オーストラリア・世界最大の砂の島～ | 制作：日本電波ニュース社       |
| 6月23日  | 白亜の絶景 秘められた謎に迫る ～カザフスタン～               | 制作：ドキュメンタリージャパン |
| 7月21日  | 封印されたダイヤモンドの大地 ～ブラジル～                    |                                |
| 8月18日  | 極寒シベリア 一瞬の夏のスペクタクル                          | 制作：テレコムスタッフ         |
| 9月22日  | 火山密集 ジャワ島１０００キロを行く ～インドネシア～         | 制作：日本電波ニュース社       |
| 10月13日 | 驚異の針岩 ツィンギの謎 ～マダガスカル～                     | 制作：喜望峰                   |
| 11月3日  | ナミブ 七色に輝く不思議な砂漠                                |                                |
| 12月8日  | 大接近！ カムチャツカ火山群 ～ロシア～                       | 制作：共同テレビジョン         |

| 放送日   | タイトル                                                     | 備考                     |
| -------- | ------------------------------------------------------------ | ------------------------ |
| 1月2日   | ＳＰ 大自然“一瞬の不思議”スペシャル                          |                          |
| 1月19日  | 神秘の大河・アマゾン ３つの不思議に迫る                      | 制作：グループアンダリン |
| 2月2日   | ２億年の大地を駆け抜けろ ～アメリカ・コロラド高原～          | 制作：日本電波ニュース社 |
| 2月16日  | ＳＰ “海”驚きの世界スペシャル                                |                          |
| 2月23日  | 目撃！ 世界初の“幻の雷” ～オーストラリア・ノーザンテリトリー | 制作：共同テレビジョン   |
| 4月27日  | 地球の製氷工場“ポリニヤ”の謎に迫る ～サハリン～              | 制作：アズマックス       |
| 5月4日   | ＳＰ ＴＶ初！“驚きの大地”スペシャル                          |                          |
| 5月18日  | 南米 最果て 謎の無人島へ ～チリ・多島海～                    | 制作：日本電波ニュース社 |
| 6月29日  | ＳＰ “決死の大冒険”スペシャル                                | 制作：アズマックス       |
| 8月3日   | 大陸分裂の最前線を行く ～ヨルダン渓谷から紅海へ～            | 制作：日本電波ニュース社 |
| 8月31日  | 南海の楽園 パラオ ～大地誕生から消滅まで～                   | 制作：ローリング         |
| 9月7日   | ロシア バイカル湖 ～２５００万年の神秘～                     |                          |
| 9月23日  | 巨人伝説の謎を追え ～イギリス・ブリテン諸島～                | 制作：日本電波ニュース社 |
| 10月12日 | 滝の聖地 激流の谷に挑む ～インド洋・レユニオン島～           |                          |
| 12月23日 | 追跡！ “サザンアルプス大氷河”の謎 ～ニュージーランド 南島～  | 制作：日本電波ニュース社 |

| 放送日   | タイトル                                                        | 備考                           |
| -------- | --------------------------------------------------------------- | ------------------------------ |
| 1月3日   | ＳＰ 地球一周！ あの手この手で“奇跡の絶景”スペシャル            |                                |
| 1月4日   | ＳＰ 大空から絶景に大接近！ 決死の空中作戦スペシャル            |                                |
| 1月11日  | タスマニア１０億年の神秘 ～オーストラリア 赤い海と幻の森～      | 制作：アズマックス             |
| 2月1日   | 激流！ ビクトリアの滝 ～アフリカ 大地裂け目の謎～               | 制作：テレコムスタッフ         |
| 2月22日  | シルクロード 灼熱の赤い大地を行く                               | 制作：グループアンダリン       |
| 3月21日  | 探検！ オーストラリア緑の大峡谷 グレーターブルーマウンテンズ    | 制作：ジン・ネット             |
| 3月29日  | 極寒！ イエローストーン アメリカ 熱水の大地                     | 制作：テレコムスタッフ         |
| 4月12日  | 厳冬！ モンゴル大雪原 太陽と月の七変化                          | 制作：共同テレビジョン         |
| 5月17日  | 神秘！ 聖なる天空砂漠 ～南米アンデス・アタカマ～                | 制作：ドキュメンタリージャパン |
| 6月14日  | 始原の大地“ソングライン”を行く ～オーストラリア 最後の秘境～    | 制作：日本電波ニュース社       |
| 7月26日  | 純白の砂漠 誕生の謎 ～北米大陸 チワワ砂漠～                     | 制作：アズマックス             |
| 8月25日  | 魅惑の大渓谷 ヨセミテ ～アメリカ・カリフォルニア～              | 制作：テレコムスタッフ         |
| 9月15日  | 聖なる泉セノーテ マヤの地下世界を行く ～メキシコ ユカタン半島～ | 制作：オルタスジャパン         |
| 11月1日  | トルネードアレー アメリカ竜巻多発地帯を行く                     | 制作：テレコムスタッフ         |
| 12月20日 | 潜入！ イラン 炎と緑の大地                                      | 制作：海工房                   |

| 放送日   | タイトル                                                | 備考                           |
| -------- | ------------------------------------------------------- | ------------------------------ |
| 1月10日  | 世界最大！ アルプス 氷の地下迷宮 ～オーストリア～       | 制作：アズマックス             |
| 2月23日  | 火山が生んだ“生物大進化” ～エクアドル・ガラパゴス諸島～ | 制作：日本電波ニュース社       |
| 3月18日  | “黄金色のアマゾン”１０００ｋｍを遡れ！                  | 制作：アズマックス             |
| 3月31日  | “幽玄色彩”の謎を追え ～南欧 クロアチア～                | 制作：喜望峰                   |
| 4月18日  | 壮烈の荒野と“動く石”の謎 ～アメリカ デスバレー～        | 制作：オルタスジャパン         |
| 5月9日   | 壮観！ “風の島”カナリア ～スペイン～                    | 制作：海工房                   |
| 6月6日   | 南米パタゴニア 蒼き大氷河の懐へ                         | 制作：アズマックス             |
| 8月25日  | 爽快！ 極北の巨大滝 アイスランド 氷と火のミステリー     | 制作：共同テレビジョン         |
| 10月17日 | 驚異！ 世界一の雷多発地帯 ～ベネズエラ・マラカイボ湖～  | 制作：ドキュメンタリージャパン |
| 11月28日 | 変幻！ 砂漠が大湿原に！？ ～アフリカ 大地のミステリー～ | 制作：日本電波ニュース社       |
| 12月19日 | 地中海“激烈火山”の謎 ～イタリア・ギリシャ～             | 制作：テレコムスタッフ         |

| 放送日   | タイトル                                                           | 備考                           |
| -------- | ------------------------------------------------------------------ | ------------------------------ |
| 1月16日  | “怪速”！ 大隆起の絶景 ～美麗島 台湾～                              | 制作：アズマックス             |
| 1月29日  | ＳＰ 大自然の芸術“色彩の絶景”スペシャル                            |                                |
| 2月20日  | ＳＰ 伝説の大地“奇跡の瞬間”スペシャル                              |                                |
| 3月5日   | 大いなる水 大瀑布誕生の謎 ～南米 イグアスの滝～                    | 制作：日本電波ニュース社       |
| 4月25日  | アラビア 神秘なる黄金の大地 ～オマーン～                           | 制作：海工房                   |
| 5月14日  | 海に大激流が走る！ ～オーストラリア 潮の絶景～                     | 制作：アズマックス             |
| 6月27日  | 追跡！ 赤いオーロラと天の川 ～ニュージーランド 夜の絶景～          | 制作：アズマックス             |
| 7月16日  | 探検！ 密林の下の巨大迷宮 ～マレーシア・ボルネオ島～               | 制作：日本電波ニュース社       |
| 8月31日  | 地球最古の大地に奇跡の花園 ～北極圏バフィン島の夏～                | 制作：アズマックス             |
| 9月17日  | 奇岩峡谷 地下水脈の謎を追え ～不思議の島マダガスカル～             | 制作：ドキュメンタリージャパン |
| 10月1日  | 天空の高原・七色の湖を追う ～南米アルティプラーノ～                | 制作：テレコムスタッフ         |
| 11月12日 | 山が輝く！ 怪現象エンロサディラ ～イタリア・ドロミテ～             | 制作：東京ビデオセンター       |
| 12月17日 | アフリカ・大地の裂け目のミステリー ～白黒の溶岩！？ 紅白の湖！？～ | 制作：アトリエ・NOA            |

| 放送日   | タイトル                                                                                 | 備考                       |
| -------- | ---------------------------------------------------------------------------------------- | -------------------------- |
| 1月2日   | ＳＰ 体感！ ヒマラヤ造山帯 ～ネパール・カリガンダキ河をゆく～                            | 制作：ジン・ネット         |
| 1月14日  | 垂直２０００ｍ！ 海と大地の大絶景 ～ノルウェー・フィヨルド群～                           | 制作：日本電波ニュース社   |
| 2月25日  | 奇跡のビッグウェーブを追え アメリカ ハワイ                                               | 制作：テレコムスタッフ     |
| 4月1日   | ＳＰ 水の惑星・地球スペシャル                                                            |                            |
| 4月15日  | 巨大テーブルクロスと奇跡の花園 ～南アフリカ・ケープ半島～                                | 制作：セカンドプロジェクト |
| 5月13日  | 目撃！ 煮えたぎる地底のマグマ ～チリ・巨大火山地帯～                                     | 制作：日本電波ニュース社   |
| 5月27日  | 極限の頂 嵐の道をゆく ～アメリカ ワシントン山～                                          | 制作：アズマックス         |
| 7月22日  | 追跡！ 失われた大陸ジーランディア ～ニュージーランド・ニューカレドニア・オーストラリア～ | 制作：海工房               |
| 8月26日  | ブラジル横断３０００ｋｍ 爽快！ 水の絶景                                                 | 制作：日本電波ニュース社   |
| 9月9日   | 南西諸島１２００キロ！ 隆起と潮の大絶景                                                  | 制作：グループアンダリン   |
| 10月21日 | 圧巻！ 極北の大瀑布 ～ノルウェー スバールバル諸島～                                      | 制作：日本電波ニュース社   |
| 11月11日 | インド洋 絶景列島をゆく モルディブ モーリシャス レユニオン                               | 制作：テレコムスタッフ     |
| 12月30日 | 爆裂地帯と未知鉱物 ～カムチャツカ半島 七色の大地～                                       | 制作：アトリエ・NOA        |

| 放送日   | タイトル                                                         | 備考                           |
| -------- | ---------------------------------------------------------------- | ------------------------------ |
| 1月27日  | 大陸衝突が生んだ“文明の十字路” ～スペイン アンダルシア～         | 制作：アズマックス             |
| 3月3日   | フレンチ・アルプス 知られざる絶景 ～プロバンス・ローヌ川大遡行～ | 制作：共同テレビジョン         |
| 3月17日  | 極彩色に染まる大地 ～イラン 幻の大陸の謎～                       | 制作：日本電波ニュース社       |
| 4月28日  | 噴火連発！ 中央アメリカ火山帯 ～プレート分裂が生んだ大地～       | 制作：日本電波ニュース社       |
| 5月19日  | 大地が語る！ 地球最古の記憶 ～南アフリカ～                       | 制作：アズマックス             |
| 6月23日  | シルクロード・灼熱炎と幻の海                                     | 制作：日本電波ニュース社       |
| 7月21日  | 魔境！ 七色の火山ジャングル ～インドネシア・スマトラ島～         | 制作：海工房                   |
| 8月18日  | 発見！ カッパドキア誕生の秘密 ～トルコ 大奇岩地帯～              | 制作：アズマックス             |
| 9月22日  | 戦慄！ 気温差１００度の大絶景 ～ロシア・サハ～                   | 制作：東京ビデオセンター       |
| 10月13日 | カリブ海・神秘の絶景の謎 ～さまよえる海洋プレート～              | 制作：グループ現代             |
| 11月3日  | ＳＰ アマゾン 天空の密林 ～新種発見に挑む～                      | 国際共同制作：NHK／Grifa Films |
| 11月10日 | 追跡！ トルネード同時多発 ～アメリカ～                           | 制作：テレコムスタッフ         |
| 12月15日 | 圧巻！白亜の大断崖を行く ～“英仏”海峡の秘密～                    | 制作：日本電波ニュース社       |

| 放送日        | タイトル                                                  | 備考                   |
| ------------- | --------------------------------------------------------- | ---------------------- |
| 2015年9月19日 | 地球事変 ＧＩＧＡ ＭＹＳＴＥＲＹ 氷河期                   | 制作：テレコムスタッフ |
| 2016年2月27日 | 地球事変 ＧＩＧＡ ＭＹＳＴＥＲＹ 酸素大発生               | 制作：テレコムスタッフ |
| 2017年12月9日 | 地球事変 ＧＩＧＡ ＭＹＳＴＥＲＹ （１）地中海消滅         | 制作：テレコムスタッフ |
| 2017年12月9日 | 地球事変 ＧＩＧＡ ＭＹＳＴＥＲＹ （２）サルの大いなる旅路 | 制作：テレコムスタッフ |
| 2018年3月14日 | 地球事変 ＧＩＧＡ ＭＹＳＴＥＲＹ （３）大量絶滅           | 制作：テレコムスタッフ |
| 2018年3月21日 | 地球事変 ＧＩＧＡ ＭＹＳＴＥＲＹ （４）革命を生んだ小氷期 | 制作：テレコムスタッフ |

| 放送日  | タイトル                                                       | 備考                                                     |
| ------- | -------------------------------------------------------------- | -------------------------------------------------------- |
| 1月20日 | 赤道直下40000キロ 光と影の物語 1 アフリカ大陸 楽園の人々       | 国際共同制作：ＮＨＫ／プリミティブ・エンターテインメント |
| 2月17日 | 赤道直下40000キロ 光と影の物語 2 アフリカ 大地を食う           | 国際共同制作：ＮＨＫ／プリミティブ・エンターテインメント |
| 3月24日 | 赤道直下40000キロ 光と影の物語 3 インドネシア 島々の鼓動       | 国際共同制作：ＮＨＫ／プリミティブ・エンターテインメント |
| 4月14日 | 赤道直下40000キロ 光と影の物語 4 ガラパゴス 進化の島の人間たち | 国際共同制作：ＮＨＫ／プリミティブ・エンターテインメント |
| 5月12日 | 赤道直下40000キロ 光と影の物語 5 エクアドル 天空の記憶         | 国際共同制作：ＮＨＫ／プリミティブ・エンターテインメント |
| 6月30日 | 赤道直下40000キロ 光と影の物語 6 ブラジル 森と漂流者たち       | 国際共同制作：ＮＨＫ／プリミティブ・エンターテインメント |

| 放送日   | タイトル                                                                   | 備考                     |
| -------- | -------------------------------------------------------------------------- | ------------------------ |
| 1月19日  | 発見！ 生命を育む岩と水の楽園 ～ラオス メコン川～                          | 制作：アズマックス       |
| 2月16日  | 中国南方・大カルスト地帯をゆく！                                           | 制作：アトリエ・NOA      |
| 3月16日  | 大追跡！ 究極のオーロラ ～カナダ８０００ｋｍを行く～                       | 制作：テレコムスタッフ   |
| 4月27日  | 神秘！ アンデス・色彩の絶景地帯 ～アルゼンチン～                           | 制作：日本電波ニュース社 |
| 5月25日  | 最果ての幻想絶景！ ケルト神話の舞台を行く ～イギリス・ヘブリディーズ諸島～ | 制作：テレビマンユニオン |
| 6月15日  | 水が創った大地 ６つの物語 ～メキシコ ４５００ｋｍ～                        | 制作：テッラ             |
| 7月13日  | 熱帯フィヨルド 異形の大地をゆく ～パプアニューギニア～                     | 制作：テレコムスタッフ   |
| 8月17日  | 幸福の大絶景 ～ヒマラヤ・ブータン～                                        | 制作：アズマックス       |
| 9月14日  | 突入！ ナイル源流域 幻の山と爆発の滝 ～ウガンダ～                          | 制作：東京ビデオセンター |
| 10月12日 | “溶ける岩”と“消える水” ～スロベニア 迷宮の絶景～                           | 制作：アズマックス       |
| 11月9日  | 大氷原！ 変貌する絶景 ～カナディアンロッキー１５００ｋｍ～                 | 制作：オルタスジャパン   |
| 12月21日 | 風の絶景！ 天空のジャングル ～モザンビーク 未知なる大地～                  | 制作：テッラ             |

| 放送日   | タイトル                                                 | 備考                     |
| -------- | -------------------------------------------------------- | ------------------------ |
| 1月25日  | 驚異のカラフル奇岩地帯 ～北米大陸誕生の秘密～            | 制作：テッラ             |
| 2月15日  | 大西洋 潮のスペクタクル ～ポルトガル・カナダ～           | 制作：テレコムスタッフ   |
| 3月14日  | 地球未来図 南海きらめく絶景 ～フィリピン～               | 制作：グループ現代       |
| 4月11日  | 新発見！ 七色の大地と沸騰する川 ～ペルー・アンデス山脈～ | 制作：テッラ             |
| 5月16日  | 超高速！ 大陸移動がつくる絶景 ～オーストラリア～         | 制作：テレビマンユニオン |
| 7月11日  | ＳＰ 驚異の大気循環                                      |                          |
| 8月22日  | ＳＰ 躍動する海                                          |                          |
| 9月19日  | ＳＰ 千変万化の大地をゆく                                |                          |
| 10月10日 | ＳＰ 火山・鳴動する大地をゆく                            |                          |
| 11月21日 | ＳＰ アフリカ うごめく大地７０００ｋｍをゆく             |                          |
| 12月19日 | ＳＰ 大河アマゾン 不思議と誕生                           |                          |

| 放送日   | タイトル                                                         | 備考                     |
| -------- | ---------------------------------------------------------------- | ------------------------ |
| 1月16日  | ＳＰ 幻の１万ｍ峰 ヒマラヤ大隆起の謎                             | 制作：アズマックス       |
| 2月13日  | ＳＰ 中国・中央アジア・イラン・トルコ シルクロード絶景地帯をゆく | 制作：アズマックス       |
| 3月13日  | 謎の立体山水画 ～中国・大黄山～                                  | 制作：アズマックス       |
| 3月30日  | 激写！“世界一”の御神渡り ～北海道東部 氷の大地～                 | 制作：テッラ             |
| 5月8日   | ＳＰ オーストラリア・唯一無二の絶景大陸                          |                          |
| 6月19日  | ＳＰ シベリア 凍てつく大地の絶景                                 |                          |
| 7月3日   | ＳＰ 大西洋誕生！ ２億年の大パノラマ                             | 制作：テッラ             |
| 8月14日  | 追跡！幻の巨大島 ～沖縄 クリスタルブルーの秘密～                 | 制作：東京ビデオセンター |
| 9月18日  | 前人未到！？未知なる海へ！～北極圏からポリネシア～               | 制作：グループ現代       |
| 10月23日 | 魔の山稜と天空の楽園 ～中国・ミニヤコンカ＆四姑娘山～            | 制作：地球総研           |
| 11月13日 | ＳＰ 神秘！砂漠の彩                                              | 制作：アズマックス       |
| 12月11日 | ＳＰ 大接近！世界の激烈火山                                      | 制作：アズマックス       |

| 放送日   | タイトル                                                 | 備考                     |
| -------- | -------------------------------------------------------- | ------------------------ |
| 1月22日  | 南米コロンビア 七色渓谷と生命の楽園                      | 制作：テッラ             |
| 3月5日   | ＳＰ 地中海 火山の下の海底へ                             |                          |
| 3月29日  | ＳＰ 北アメリカ大陸誕生！ ～消えた謎のプレート～         |                          |
| 5月28日  | ＳＰ アンデス絶景回廊！ ７５００ｋｍをゆく               |                          |
| 6月25日  | 探検！ パタゴニア空白地帯 ～謎のクジラ洞窟＆風の絶景～   |                          |
| 8月6日   | 追跡！ 幻の大陸と白い大蛇 ～モンテネグロ～               | 制作：東京ビデオセンター |
| 9月24日  | ＳＰ 爽快！世界の巨大滝                                  | 制作：アズマックス       |
| 10月29日 | ＳＰ 世界アイランド紀行 ～島の誕生から消滅～             |                          |
| 11月12日 | 神秘！ 二列の絶景ベルト地帯 ～鹿児島・沖縄１２００ｋｍ～ | 制作：東京ビデオセンター |
| 11月26日 | 謎の宝石水系をゆく ～知られざるギアナ高地～              | 制作：テッラ             |
| 12月29日 | 熱と氷の“洪水大陸” ～北米・コロンビア川流域～            | 制作：テレビマンユニオン |
| 12月31日 | ＳＰ 絶景！ ヨーロッパ・アルプス ～隆起の謎と怪現象～    |                          |

| 放送日   | タイトル                                                       | 備考                     |
| -------- | -------------------------------------------------------------- | ------------------------ |
| 2月25日  | 爆裂山麓のカラフル大地 ～コスタリカ・色彩のマジック～          | 制作：テッラ             |
| 3月25日  | 誕生！ 世界遺産の長大半島 ～バハ・カリフォルニア１２５０ｋｍ～ | 制作：テレビマンユニオン |
| 4月24日  | メキシコ 謎のＬ字火山列をゆく                                  | 制作：アズマックス       |
| 5月29日  | ６億年！ 軌跡の絶景 ～初公開！サウジアラビア～                 | 制作：海工房             |
| 6月26日  | パタゴニア 絶景街道１２００ｋｍをゆく                          | 制作：共同テレビジョン   |
| 7月31日  | イスラエル 聖なる大地・祈りの絶景                              | 制作：テレコムスタッフ   |
| 8月28日  | 密集！ 巨大氷河と灼熱火山 ～極北アラスカ～                     | 制作：東京ビデオセンター |
| 9月25日  | 大遡行！ ヤルツァンポ川 ～聖地を生んだ大陸衝突～               | 制作：アズマックス       |
| 10月30日 | 美麗島 ３つの絶景群 ～台湾・謎のプレート運動～                 | 制作：テッラ             |
| 12月25日 | 絶景モンゴル！ 草原の帝国 誕生の秘密                           | 国際共同制作：ＭＭＥ     |

| 放送日   | タイトル                                                  | 備考                           |
| -------- | --------------------------------------------------------- | ------------------------------ |
| 1月29日  | ロマンチック！ ライン川 大地激動の記憶 ～ドイツ・スイス～ | 制作：グループ現代             |
| 2月26日  | ＳＰ 風のいたずら 水の絶景 ～アフリカ南部～               |                                |
| 3月26日  | ＩＣＥ！ “氷の地球”大調査                                 |                                |
| 3月27日  | 名画が語る”地球の力”～フランス・大地誕生の謎～            | 制作：テレビマンユニオン       |
| 5月27日  | アフリカ ナミブ砂漠に水の奇観！                           | 制作：テッラ                   |
| 7月29日  | 神秘! ベトナム 変幻の大地 ～ハロン湾と北部絶景地帯～      | 制作：共同テレビジョン         |
| 8月26日  | 大凍結! カナダ・寒暖の奇観                                | 制作：テレコムスタッフ         |
| 9月16日  | ＳＰ 母なる大河へ... ～地球・“恵みの”川紀行～             |                                |
| 9月30日  | 追跡! 幻の山脈とピレネー絶景地帯 ～フランス・スペイン～   | 制作：ドキュメンタリージャパン |
| 10月28日 | 誕生! ナスカ地上絵 ～ペルー・海流と隆起の謎～             | 制作：アズマックス             |
| 11月18日 | 神々の家 イマワリ・イエウタ ～大調査!ギアナ高地～         |                                |
| 11月25日 | 誕生! 文明の十字路 ～トルコ・知られざる灼熱大地～         | 制作：東京ビデオセンター       |
| 12月23日 | 黄金とヨーグルト色の大地 ～絶景!ブルガリア～              | 制作：日経映像                 |

| 放送日  | タイトル                                                            | 備考 |
| ------- | ------------------------------------------------------------------- | ---- |
| 1月27日 | 大地殻変動と古代文明 ～エジプト・黄金と宝石の絶景～                 |      |
| 2月24日 | 秘境コーカサス! 祈りの大地の絶景群 ～ジョージア・アゼルバイジャン～ |      |
| 月日    |                                                                     |      |